# Parafia św. Wojciecha w Bydgoszczy
Parafia Świętego Wojciecha w Bydgoszczy – rzymskokatolicka parafia w Bydgoszczy, erygowana w 1946 roku. Należy do dekanatu Bydgoszcz III.